# Gabriel Xavier (ur. 2001)
Gabriel Lheman Xavier (ur. 6 maja 2001 w Andradinie) – brazylijski piłkarz występujący na pozycji środkowego obrońcy, od 2022 roku zawodnik Bahii.